# Russell Ford
Russell Ford, född den 18 augusti 1983 i Melbourne, Australien, är en australisk landhockeyspelare.
Han tog OS-brons i herrarnas landhockeyturnering i samband med de olympiska landhockeytävlingarna 2012 i London.